# Danielsville
Danielsville je město v okrese Madison County, ve státě Georgie, ve Spojených státech amerických. V roce 2011 žilo ve městě 561 obyvatel.

## Demografie
Podle sčítání lidí v roce 2000 žilo ve městě 457 obyvatel, 193 domácností a 119 rodin. V roce 2011 žilo ve městě 263 mužů (47,0 %), a 298 žen (53,0 %). Průměrný věk obyvatel je 38 let (2011).